# Orconectes wrighti
Orconectes wrighti är en kräftdjursart som beskrevs av Hobbs 1948. Orconectes wrighti ingår i släktet Orconectes och familjen Cambaridae. IUCN kategoriserar arten globalt som sårbar. Inga underarter finns listade i Catalogue of Life.